# 平和、民主主義、開発党
平和、民主主義、開発党（へいわ、みんしゅしゅぎ、かいはつとう、または平和、民主主義、発展党、ポルトガル語:  Partido para a Paz Democracia e Desenvolvimento、英語: Party for Peace, Democracy, and Development）は、モザンビークの政党。

## 概要
2004年12月1日から2日にかけて行われたモザンビーク議会総選挙では得票率2パーセントに終わり、議席を獲得できなかった。大統領選挙では大統領候補ラウル・ドミンゴスは、これも2.7パーセントを獲得するに留まった。